# Campionato del mondo di scacchi 1985
Il campionato del mondo di scacchi 1985 fu conteso tra il campione del mondo Anatolij Karpov e lo sfidante Garri Kasparov, in seguito all'annullamento del mondiale 1984. Fu disputato a Mosca tra il 3 settembre e il 9 novembre, e vide l'affermazione di Kasparov per 13-11.

## Storia

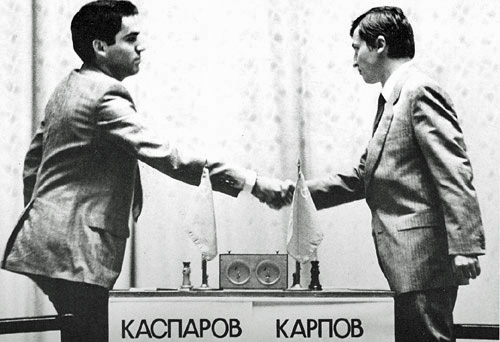
Kasparov e Karpov al campionato mondiale di scacchi 1985

Questo campionato del mondo fu anomalo rispetto agli altri: infatti nel 1984 il campionato del mondo, svoltosi al meglio delle sei vittorie (quindi senza contare le patte) era durato ben 5 mesi (con 48 partite giocate), ed era stato interrotto prematuramente, senza un vincitore, dal presidente della FIDE Florencio Campomanes, che aveva motivato la decisione con le cattive condizioni di salute dei due giocatori. Di conseguenza fu deciso, in un congresso FIDE tenutosi in Tunisia nel luglio, di abbandonare il formato dei match illimitati, ritornando ai match al meglio delle 24 partite, con il campione riconfermato in caso di 12 pari.
Per risarcire Karpov dei due punti di vantaggio persi con l'annullamento del match precedente (che conduceva 5-3), fu deciso che in caso di sua sconfitta avrebbe avuto diritto a cercare di riguadagnare il titolo perduto. Poiché il campionato del 1985 fu vinto da Kasparov, tale match "di rivincita" fu il campionato del mondo 1986.
L'arbitraggio del match fu inizialmente assegnato dalla FIDE a Svetozar Gligorić, che però non accettò l'incarico. Furono quindi nominati arbitri il lituano Vladas Mikėnas e il bulgaro A. Malčev, che si alternarono arbitrando singolarmente una partita ciascuno.

## Risultati
|                                     | 1 | 2 | 3 | 4 | 5 | 6 | 7 | 8 | 9 | 10 | 11 | 12 | 13 | 14 | 15 | 16 | 17 | 18 | 19 | 20 | 21 | 22 | 23 | 24 | Totale |
| ----------------------------------- | - | - | - | - | - | - | - | - | - | -- | -- | -- | -- | -- | -- | -- | -- | -- | -- | -- | -- | -- | -- | -- | ------ |
| Garri Kasparov ( Unione Sovietica)  | 1 | ½ | ½ | 0 | 0 | ½ | ½ | ½ | ½ | ½  | 1  | ½  | ½  | ½  | ½  | 1  | ½  | ½  | 1  | ½  | ½  | 0  | ½  | 1  | 13     |
| Anatolij Karpov ( Unione Sovietica) | 0 | ½ | ½ | 1 | 1 | ½ | ½ | ½ | ½ | ½  | 0  | ½  | ½  | ½  | ½  | 0  | ½  | ½  | 0  | ½  | ½  | 1  | ½  | 0  | 11     |